# The 7.30 Report
The 7.30 Report è un programma televisivo australiano trasmesso su ABC1 e ABC News 24 alle 7.30. Ha iniziato a trasmettere dal gennaio 1986 ed ha finito le trasmissioni il 4 marzo 2011. Ha avuto 25 stagioni.
Fino al 1994 hanno presentato il programma: Alan Carpenter, Mary Delahunty, Quentin Dempster, Trisha Goddard, Sarah Henderson, Genevieve Hussey, John Jost, Leigh McClusky, Kelly Nestor e Andrew Olle. Invece dal 1995 al 2006 ha presentato Maxine McKew. Kerry O'Brien è stato un presentatore dal 2007 al 2010, infatti lui aveva annunciato che a fine 2010 lasciava il programma, infatti il 9 dicembre 2010 è stato per l'ultima volta presentatore del programma..
E grazie all'allontanamento di O'Brien, il programma è stato rinnovato sotto il nome di 7.30, con presentatori Leigh Sales, Chris Uhlmann. Nel programma 7.30 è incluso anche Stateline.